# UFC on ESPN: Font vs. Vera
 UFC on ESPN: Font vs. Vera (conosciuto anche come UFC on ESPN 35, oppure UFC Vegas 53)  è stato un evento di arti marziali miste tenuto dalla Ultimate Fighting Championship il 30 aprile 2022 all'UFC Apex di Las Vegas, negli Stati Uniti.

## Risultati
|                  | Divisione               |                      |                 |                    | Metodo                                      | Round           | Tempo           | Premio          |
| Card Principale  | Card Principale         | Card Principale      | Card Principale | Card Principale    | Card Principale                             | Card Principale | Card Principale | Card Principale |
| ---------------- | ----------------------- | -------------------- | --------------- | ------------------ | ------------------------------------------- | --------------- | --------------- | --------------- |
|                  | Catchweight (138.5 lbs) | Marlon Vera          | batte           | Rob Font           | Decisione unanime (48–47, 49–46, 49–46)     | 5               | 5:00            | FOTN            |
|                  | Pesi massimi            | Andrei Arlovski      | batte           | Jake Collier       | Decisione non unanime (27–30, 29–28, 29–28) | 3               | 5:00            |                 |
|                  | Pesi piuma              | Joanderson Brito     | batte           | Andre Fili         | KO tecnico (pugni)                          | 1               | 0:41            | POTN            |
|                  | Pesi leggeri            | Grant Dawson         | batte           | Jared Gordon       | Sottomissione (rear-naked choke)            | 3               | 4:11            |                 |
|                  | Pesi piuma              | Darren Elkins        | batte           | Tristan Connelly   | Decisione unanime (30–27, 30–27, 30–27)     | 3               | 5:00            |                 |
|                  | Pesi medi               | Krzysztof Jotko      | batte           | Gerald Meerschaert | Decisione unanime (30–27, 30–27, 30–27)     | 3               | 5:00            |                 |
| Card Preliminari |                         |                      |                 |                    |                                             |                 |                 |                 |
|                  | Pesi massimi            | Alexander Romanov    | batte           | Chase Sherman      | Sottomissione (americana)                   | 1               | 2:11            |                 |
|                  | Pesi mosca              | Francisco Figueiredo | batte           | Daniel Lacerda     | Sottomissione (kneebar)                     | 1               | 1:18            | POTN            |
|                  | Pesi welter             | Gabriel Green        | batte           | Yohan Lainesse     | KO tecnico (pugni)                          | 1               | 0:41            |                 |
|                  | Pesi leggeri            | Natan Levy           | batte           | Mike Breeden       | Decisione unanime (29–28, 29–28, 30–27)     | 3               | 5:00            |                 |
|                  | Pesi mosca femminili    | Shanna Young         | batte           | Gina Mazany        | KO tecnico (pugni)                          | 2               | 3:11            |                 |

## Premi
I lottatori premiati ricevettero un bonus di 50.000 dollari.
Legenda:
- FOTN: Fight of the Night (vengono premiati entrambi gli atleti per il miglior incontro dell'evento)
- POTN: Performance of the Night (viene premiato il vincitore per la migliore performance dell'evento)